# Stazione di Valenza
La stazione di Valenza è una stazione ferroviaria a servizio dell'omonima città, in provincia di Alessandria, posta nel punto di congiunzione della linea Chivasso-Alessandria con il tronco comune alle linee Novara-Alessandria e Pavia-Alessandria.
Dal 2018, il servizio di Biglietteria a sportello risulta soppresso.

## Storia
La stazione fu inaugurata il 5 giugno 1854, in concomitanza con l'apertura della ferrovia Alessandria–Mortara.

## Strutture e impianti

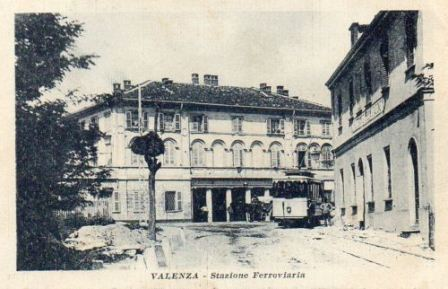
Il fabbricato viaggiatori con il capolinea del tram urbano in una cartolina d'epoca

Il fabbricato viaggiatori si trova all'angolo tra viale della Repubblica e viale dell'Artigianato, situata in una zona periferica di Valenza.
La stazione è dotata di cinque binari passanti: i binari 2-3 sono collegati tra di loro attraverso un sottopassaggio, mentre i binari 4-5 risultano raggiungibili mediante una passerella a raso.
Degli impianti di stazione fa parte uno scalo merci.

## Servizi
La stazione, che il gestore Rete Ferroviaria Italiana classifica nella categoria silver, dispone di:
- Biglietteria automatica
- Sala d'attesa
- Bar
- Servizi igienici

## Movimento
La stazione è servita dai treni regionali effettuati da Trenitalia nell'ambito del contratto di servizio stipulato con la Regione Piemonte e dai treni regionali di Trenord da e per la Lombardia.
In particolare a Valenza fermano tutti i treni che collegano, in entrambe le direzioni, Alessandria con Chivasso, Pavia, Milano Porta Genova e Novara.
A causa di alcuni lavori sulla linea, iniziati ad inizio del 2022, alcuni treni facevano capolinea nella stazione di Valenza per ridurre il traffico verso la stazione di Alessandria.

## Interscambi
Sul piazzale antistante la stazione, dal 1914 al 1947 fece capolinea la tranvia di Valenza, che collegava lo scalo con Piazza Vittorio Emanuele, nel centro cittadino.
- Capolinea autolinee